# Lijst van rijksmonumenten in Leeuwarden (Tuinen)
Dit is een lijst van de 25 rijksmonumenten in de stad Leeuwarden die zijn gelegen aan de Tuinen.
De overige rijksmonumenten zijn te vinden op de lijst van rijksmonumenten in Leeuwarden (stad), aan de Eewal, de Grote Kerkstraat en de Nieuwestad.
Voor een overzicht van alle beschikbare afbeeldingen zie de categorie Rijksmonumenten in Leeuwarden op Wikimedia Commons.
| Object | Oorspronkelijke functie? | Bouwjaar       | Architect    | Locatie     | Coördinaten?                  | Nr.?   | Afbeelding                                                                                                   |
| --- | ------------------------ | -------------- | ------------ | ----------- | ----------------------------- | ------ | --- |
| Pand onder zadeldak tegen gepleisterde topgevel                                                              | Woonhuis                 |                |              | Tuinen 7    | 53° 12' 13" NB, 5° 48' 5" OL  | 24370  | Meer afbeeldingen                                                                                            |
| Zeer klein pandje met verdieping                                                                             | Woonhuis                 |                |              | Tuinen 9    | 53° 12' 13" NB, 5° 48' 5" OL  | 24371  | Meer afbeeldingen                                                                                            |
| Pand onder hoog zadeldak tegen trapgevel met toppilaster op kopje                                            | Woonhuis                 |                |              | Tuinen 11   | 53° 12' 13" NB, 5° 48' 6" OL  | 24372  | Meer afbeeldingen                                                                                            |
| Pand met eenvoudige gevel en rechte kroonlijst onder zadeldak met voorschild                                 | Woonhuis                 | 18e eeuw       |              | Tuinen 15   | 53° 12' 12" NB, 5° 48' 6" OL  | 24373  | Meer afbeeldingen                                                                                            |
| Pand met eenvoudige gevel en rechte kroonlijst onder zadeldak met voorschild                                 | Woonhuis                 | 18e eeuw       |              | Tuinen 17   | 53° 12' 12" NB, 5° 48' 7" OL  | 24374  | Meer afbeeldingen                                                                                            |
| Pand met eenvoudige gevel en geblokte kroonlijst onder zadeldak met voorschild                               | Woonhuis                 | 18e eeuw       |              | Tuinen 19   | 53° 12' 13" NB, 5° 48' 7" OL  | 24375  | Meer afbeeldingen                                                                                            |
| Eenvoudig pand met gevel met rechte kroonlijst                                                               | Woonhuis                 |                |              | Tuinen 21   | 53° 12' 12" NB, 5° 48' 7" OL  | 24376  | Meer afbeeldingen                                                                                            |
| Pand met verdieping en tweede lage verdieping met forse rechte kroonlijst onder later afgeknot dak           | Woonhuis                 |                |              | Tuinen 23   | 53° 12' 12" NB, 5° 48' 7" OL  | 24377  | Meer afbeeldingen                                                                                            |
| Pakhuisje onder zadeldak met voorschild en dakkapel                                                          | Transport                |                |              | Tuinen 25   | 53° 12' 12" NB, 5° 48' 7" OL  | 24378  | Meer afbeeldingen                                                                                            |
| Pand met bewerkte kroonlijst onder diep zadeldak met voorschild                                              | Woonhuis                 |                |              | Tuinen 27   | 53° 12' 12" NB, 5° 48' 8" OL  | 24379  | Pand met bewerkte kroonlijst onder diep zadeldak met voorschild                                              |
| Eenvoudig pand met geblokte kroonlijst                                                                       | Woonhuis                 |                |              | Tuinen 29   | 53° 12' 12" NB, 5° 48' 8" OL  | 24380  | Eenvoudig pand met geblokte kroonlijst                                                                       |
| Twee panden onder diep zadeldak en met gevel waarvan de top vervangen is door dakschild en rechte kroonlijst | Woonhuis                 | 1712           |              | Tuinen 31   | 53° 12' 12" NB, 5° 48' 9" OL  | 24381  | Twee panden onder diep zadeldak en met gevel waarvan de top vervangen is door dakschild en rechte kroonlijst |
| Pand onder diep zadeldak met voorschild en topschoorsteen                                                    | Woonhuis                 |                |              | Tuinen 35   | 53° 12' 12" NB, 5° 48' 9" OL  | 24382  | Pand onder diep zadeldak met voorschild en topschoorsteen                                                    |
| Pand met rechte kroonlijst met blokjes onder zadeldak met voorschild en dakkapel                             | Werk-woonhuis            |                |              | Tuinen 37   | 53° 12' 11" NB, 5° 48' 9" OL  | 24383  | Pand met rechte kroonlijst met blokjes onder zadeldak met voorschild en dakkapel                             |
| Pand met aangepaste pui en rechte kroonlijst met blokjes onder zadeldak met voorschild                       | Woonhuis                 |                |              | Tuinen 37A  | 53° 12' 11" NB, 5° 48' 9" OL  | 24384  | Pand met aangepaste pui en rechte kroonlijst met blokjes onder zadeldak met voorschild                       |
| Eenvoudig pand met verdieping en lage tweede verdieping en geblokte kroonlijst                               | Woonhuis                 |                |              | Tuinen 4    | 53° 12' 11" NB, 5° 48' 6" OL  | 24385  | Eenvoudig pand met verdieping en lage tweede verdieping en geblokte kroonlijst                               |
| Eenvoudig pand met verdieping geblokte kroonlijst onder hoog zadeldak met voorschild en dakkapel             | Woonhuis                 |                |              | Tuinen 6    | 53° 12' 11" NB, 5° 48' 6" OL  | 24386  | Eenvoudig pand met verdieping geblokte kroonlijst onder hoog zadeldak met voorschild en dakkapel             |
| Pand met klokgevel                                                                                           | Woonhuis                 | 1756 (gevel)   |              | Tuinen 32   | 53° 12' 10" NB, 5° 48' 8" OL  | 24387  | Meer afbeeldingen                                                                                            |
| Pand met maskersteen in de gevel onder zadeldak met schild, topschoorsteen en dakkapel                       | Woonhuis                 |                |              | Tuinen 38   | 53° 12' 10" NB, 5° 48' 9" OL  | 24388  | Meer afbeeldingen                                                                                            |
| Pand met gepleisterde lijstgevel met zesruits vensters en deurkozijn met zijlichten                          | Woonhuis                 |                |              | Tuinen 40   | 53° 12' 9" NB, 5° 48' 9" OL   | 24389  | Upload foto                                                                                                  |
| Pand met kroonlijst met blokjes onder lage dwarskap                                                          | Woonhuis                 | 19e eeuw (pui) |              | Tuinen 42   | 53° 12' 10" NB, 5° 48' 9" OL  | 24390  | Meer afbeeldingen                                                                                            |
| Pand met kroonlijst met blokjes onder hoge dwarskap                                                          | Woonhuis                 | 19e eeuw (pui) |              | Tuinen 44   | 53° 12' 10" NB, 5° 48' 9" OL  | 24391  | Meer afbeeldingen                                                                                            |
| Pand onder zadeldak tegen puntgevel                                                                          | Woonhuis                 |                |              | Tuinen 64   | 53° 12' 10" NB, 5° 48' 10" OL | 24392  | Pand onder zadeldak tegen puntgevel                                                                          |
| Kiosk, traforuimte, vitrinekasten, gevelreclamedrager, voormalig pompgemaal en urinoir                       | Winkel                   | 1932-'33       | J. Zuidema   | Tuinen 2a/b | 53° 12' 12" NB, 5° 48' 3" OL  | 516476 | Meer afbeeldingen                                                                                            |
| Springend hert                                                                                               | Industrie                | 1901           | Z.S. Feddema | Tuinen 8    | 53° 12' 11" NB, 5° 48' 6" OL  | 516477 | Springend hert                                                                                               |